# Rupel (rzeka)
Rupel – rzeka w Belgii, prawy dopływ Skaldy, do której wpada w Rupelmonde. Od nazwy rzeki Rupel pochodzi nazwa piętra (wieku) Rupel.